# Antiguo puente de San Pablo (Cuenca)
El puente de San Pablo fue un puente sobre el río Huécar en la ciudad española de Cuenca, derruido a finales del siglo XIX.

## Historia

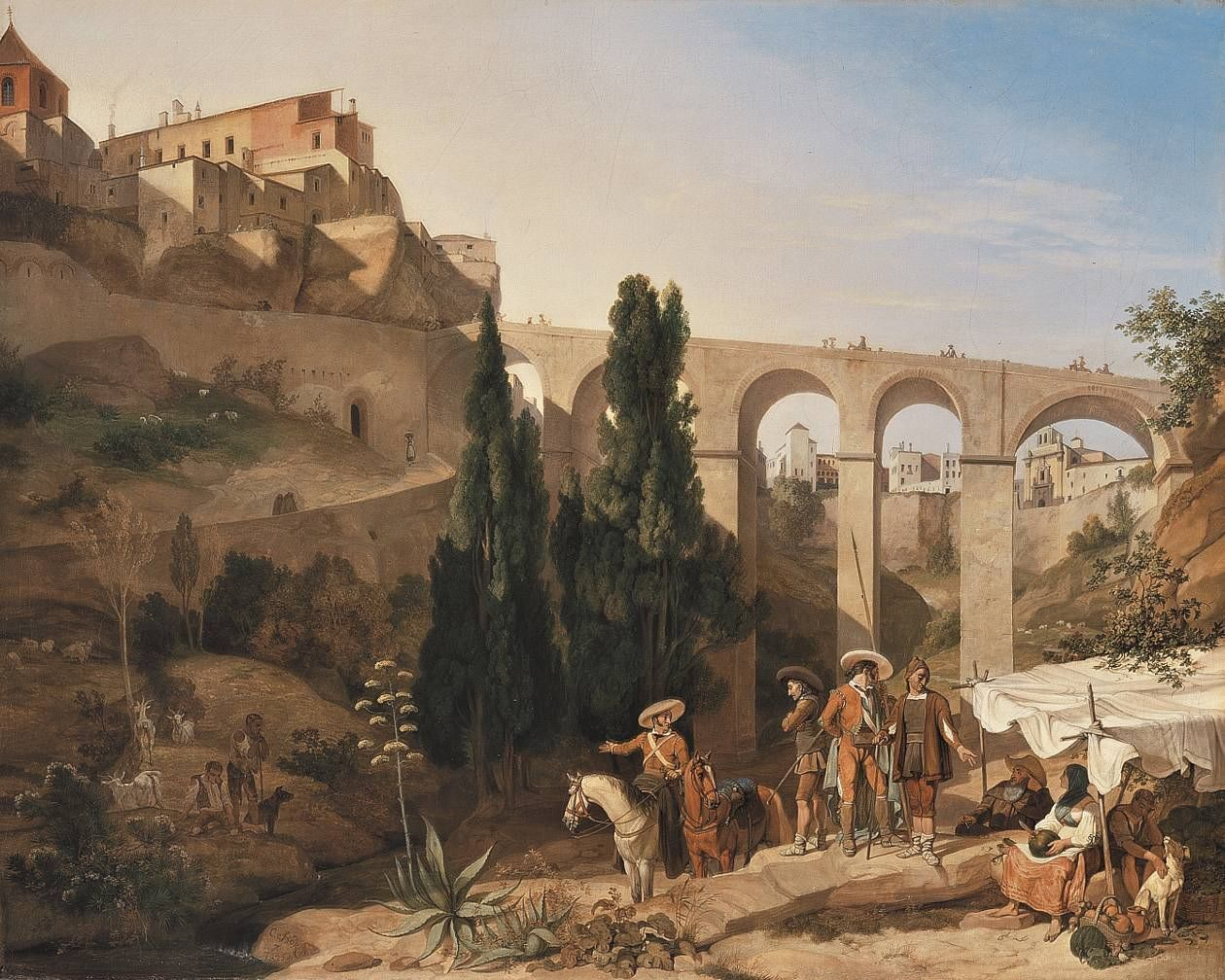
Die Brücke von Cuenca (1825) de Carl Wilhelm von Heideck

Fue construido entre 1534 y 1589 por iniciativa del canónigo Juan del Pozo, para salvar la hoz del Huécar, comunicando el convento de San Pablo y el casco urbano. Contaba con cinco arcos.
El puente, construido en piedra y que habría sido durante siglos el principal símbolo de la ciudad, se derrumbó en 1895. El periódico El Liberal describía de la siguiente manera el suceso:

La incuria de los Municipios, la acción natural de los agentes atmosféricos y la indisculpable imprevisión al volar un arco ruinoso, han ocasionado el hundimiento del puente, convirtiendo en lagunas las huertas inmediatas á las aguas del rio, cuyo cauce se ha cegado. Desviado el pilar al intentar la voladura, el arco correspondiente ha empujado al inmediato, éste al otro, y el puente ha venido á tierra. La población lamenta este imprevisto desenlace. El camino de la «hoz» está convertido en una romería, pero romería triste.
El Liberal, 31 de marzo de 1895.

Tras la desaparición del puente, las Casas Colgadas cobraron mayor protagonismo en el paisaje urbano conquense. A comienzos del siglo XX se construyó un nuevo puente como reemplazo.